# Neue Generation
Die Neue Generation (kurz: NG) ist laut Eigendefinition eine prodemokratische Protestbewegung in Deutschland. Sie ist aus der Letzten Generation hervorgegangen und verfolgt laut Sprecher Raphael Thelen das Ziel, eine neue Generation der Demokratie zu schaffen. Die Neue Generation ist Teil des A22-Netzwerks.

## Ursprung
Nachdem die Letzte Generation Ende 2024 ihre Umbenennung und strategische Neuausrichtung angekündigt hatte, ging sie im Februar 2025 in zwei neuen Projekten auf, dem Widerstands-Kollektiv und der Neuen Generation.

## Ideologie
Nach Aussagen ihres Pressesprechers Raphael Thelen sieht die Gruppierung die kaputte Demokratie als Kern der bestehenden Krisen. Sprecherin Carla Hinrichs sprach auf einer Podiumsdiskussion des „tazlab“ 2025 etwas spezifischer von einer „friedlichen demokratischen Revolution“, die sie anstrebe.
Gründungsmitglied Henning Jeschke kritisierte in einem Interview die enge Verflechtung von Wirtschaft und Politik, die demokratische Entscheidungsprozesse untergrabe. Insbesondere sei der Einfluss wirtschaftlicher Eliten und Interessenverbände auf Parlamentarier das Haupthindernis für Klima- und soziale Gerechtigkeit.

Laut der Website der Bewegung beruht die Ideologie der Neuen Generation auf der Überzeugung, dass der Mensch im Grunde gut sei. Auf einer weiteren Website der Gruppierung hat die Bewegung folgende drei Kernüberzeugungen veröffentlicht: 
1. Wir wollen unsere Lebensgrundlagen erhalten und die Klimakatastrophe bekämpfen, damit wirklich alle Menschen das zum Leben haben, was sie brauchen.
2. Wir wollen unsere freiheitlich demokratische Grundordnung gegen Angriffe verteidigen und sie stärken, damit wirklich alle Menschen, unabhängig von Ressourcen und Einfluss, gehört werden und die Gesellschaft mitgestalten können. 

3. Wir begegnen allen Menschen mit Wertschätzung und Respekt, wir begegnen Hass mit Liebe.

## Aktivismus
Gemäß Gründungsmitglied Jeschke setzt die Gruppierung zwar auf zivilen Ungehorsam, jedoch „radikal friedlich“. Auf ihrer Instagram-Seite veröffentlichte die Bewegung ihren aus zehn Punkten bestehenden Protestkonsens. Darunter finden sich zum Beispiel folgende Punkte:
```
#1 Wir sind absolut gewaltfrei – sowohl in unseren Handlungen als auch in unserer Sprache (auch keine Beleidigungen). [...];
```

```
#3 Wir achten darauf, durch unseren Protest niemanden zu gefährden. [...];
```

```
#10 Wir führen keine Proteste unter Einfluss von Alkohol oder anderen Drogen durch. [...]
[
9
]
```

## Strategie
Die Neue Generation verfolgt eine Doppelstrategie: Einerseits organisiert sie Proteste zivilen Ungehorsams wie die Tesla-Proteste im Frühjahr 2025. Jeschke sprach in diesem Zusammenhang von Protest, der stören solle, um gehört zu werden. Andererseits will die Gruppierung selbst eine demokratische Alternative entwickeln, wobei ein zentrales Element das „Parlament der Menschen“ sein soll.

### Parlament der Menschen
Laut eigener Website werden die Teilnehmer des Parlaments der Menschen repräsentativ für Deutschland nach den Kategorien Geschlecht, Alter, Bildungsabschluss und Migrationshintergrund ausgelost. Das erste Parlament der Menschen findet vom 30. Mai 2025 bis 1. Juni 2025 in einem Kuppelzelt auf der Bundestagwiese in Berlin statt. Das Thema lautet „Aufbruch in eine neue Welt! – Wie drängen wir den Einfluss von Geld auf Demokratie und Gesellschaft zurück?“. Das Parlament soll regelmäßig wiederholt werden, mit jeweils neuer Fragestellung und neu ausgelosten Teilnehmern.
Zur Intention des Parlaments der Menschen schreibt die Gruppierung auf der Website, dass es zu Beginn vor allem ein Parlament der Bewegung selbst sein soll. Ziel sei jedoch, das Parlament der Menschen für die ganze Bevölkerung Deutschlands zu öffnen und neben der Erarbeitung von Lösungsansätzen für bestehende Probleme einen Diskurs über alternative Formen der demokratischen Teilhabe anzustoßen.

## Logo und Visuelles
Ihr Logo ist ein oranger Halbkreis, der einerseits einen schützenden Schirm, andererseits einen Sonnenaufgang sowie die Kuppel des Parlaments der Menschen evoziert. Die Farbe Orange entspricht der Farbgebung des A22-Netzwerks.